# Lauris Reiniks

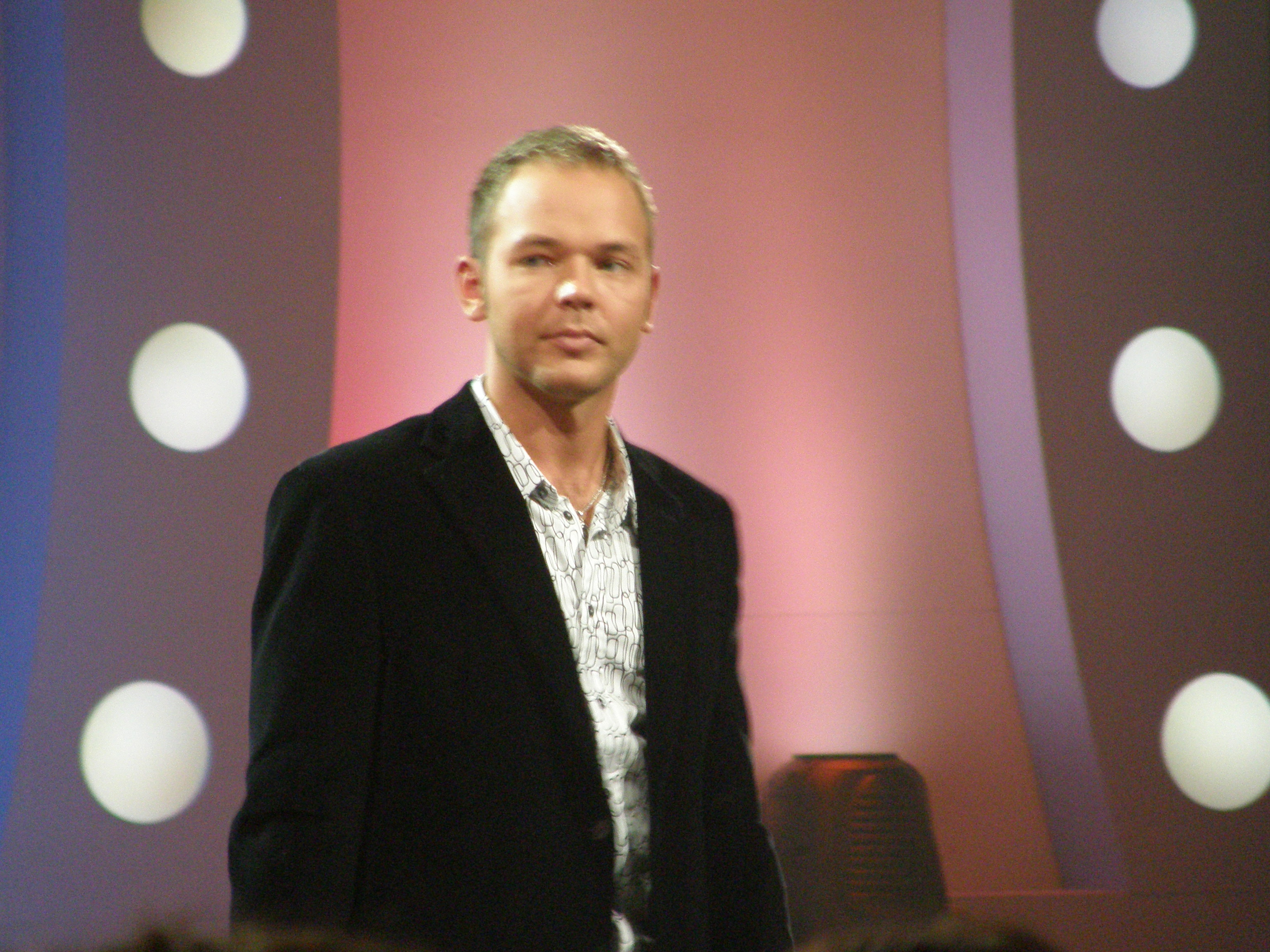
Lauris Reiniks bei dem lettischen TV-Chor-Wettbewerb Koru kari (2008)

Lauris Reiniks (* 11. Juli 1979 in Dobele) ist ein lettischer Sänger, Komponist, Schauspieler und Showmaster.

## Leben und Musik
Lauris Reiniks wurde als Sohn des Sängers Artūrs Reiniks und der Musiklehrerin Dace Reinika in Dobele, einer Stadt im Südwesten Lettlands, geboren. Er hat eine jüngere Schwester. Aufgewachsen ist er in Tērvete. Als Jugendlicher gründete er mit Unterstützung seines Vaters seine erste Band „AURI“, wo er als Solist auftrat und erste Bühnenerfahrungen sammelte. Reiniks machte seinen Abschluss an der Hochschule für Musik in Jelgava und studierte an der Universität Lettlands Kommunikationswissenschaften, beendete dieses Studium jedoch nicht. Er trainierte seine Schauspielfähigkeiten in Los Angeles.
Die Familie Reiniks hatte eine eigene Radiosendung mit dem Namen Spiets („Der Schwarm“) und tourte durch Lettland. Von 1998 bis 2001 war Lauris Reiniks Gastgeber der Musik-TV-Show Nošu Spēles im lettischen Fernsehen. Durch diese Show lernte er den Komponist Raimonds Pauls kennen, von dem er zu mehreren Musikprojekten eingeladen wurde. Die Zusammenarbeit dauerte etwa ein Jahr. Später schrieb er selbst Lieder und begann seine Karriere als Solosänger. Die Agentur „Aktiv Music“ bot ihm einen Vertrag mit der Plattenfirma Platforma Records, wodurch sein Erfolg begann.
Zusammen mit Mārtiņš Freimanis und Yana Kay gründete er 2003 die Band F.L.Y. und trat beim Eurovision Song Contest an. Er veröffentlichte zwischen 2003 und 2016 sechs Soloalben allein in Lettland. Lauris Reiniks gewann mehr als 24 nationale Preise.

## Internet
Durch seine Millionen von Aufrufen auf der Videoplattform YouTube wird er als „inoffizieller König YouTube-Lettlands“ bezeichnet.

## Eurovision Song Contest / Eirodziesma
- 2001: Lauris Reiniks & Linda Leen mit I Wish I Knew, 2. Platz beim nationalen Vorentscheid Eirodziesma
- 2002: Lauris Reiniks mit My Memory Tape, 5. Platz beim nationalen Vorentscheid
- 2003: Lauris Reiniks, Mārtiņš Freimanis und Yana Kay mit Hello from Mars, 1. Platz beim nationalen Vorentscheid, 24. Platz beim Eurovision Song Contest
- 2009: Kristīna Zaharova mit I wish I could pretend (komponiert von Lauris Reiniks, Text von Lauris Reiniks und Gordon Pogoda), 2. Platz beim irischen Vorentscheid für den Eurovision Song Contest
- 2010: Lauris Reiniks mit Your Morning Lullaby, 4. Platz beim nationalen Vorentscheid
- 2011: Lauris Reiniks mit Banjo Laura, 2. Platz beim nationalen Vorentscheid

## Diskografie

### Alben
- Planet 42 (2002)
- Lidot savādāk (2003) [zu Deutsch etwa „Anders fliegen“]
- Tik balti (2003) [„So weiß“]
- Never Look Back (zusammen mit F.L.Y.) (2003) [„Schau niemals zurück“]
- Debesskrāpju spīts (2005) [„Hartnäckige Wolkenkratzer“]
- Nakts veikalā (2007) [„Nacht-Shop“]
- Es skrienu (2010) (Dieser Titel ist auch auf Deutsch als Single erschienen, unter dem Namen Ich renne.)
- Aš bėgu (2011)
- Ma jooksen (2011)
- Lauris Reiniks Ziemassvētkos (2012) [„Weihnachten mit Lauris Reiniks“]
- Lauris Reiniks - Labāko dziesmu izlase (2017) [„Eine Auswahl der besten Lieder von Lauris Reiniks“]